# 阿克马沙烈
莫哈末阿克马·沙烈（1988年7月2日—），亦称为阿克玛、艾科玛，马来西亚政治人物，巫统青年团团长，现任马六甲州议会万里茂州议员，以及甲州乡村发展、农业及粮食安全委员会主席。

## 政治生涯
2021年11月26日，出任马六甲州行政议员，掌管卫生及反毒事务。2023年4月5日，出任马六甲州行政议员，掌管甲州乡村发展、农业及粮食安全事务。
尽管阿克马因马来穆斯林问题上直言不讳，而被视为反对特定种族。巫统元老东姑拉沙里认为，阿克马的行动符合巫统的斗争，有潜力成为巫统伟大的领袖。

## 事件
2024年3月，阿克马沙烈呼吁所有穆斯林和马来人联合抵制出售印有真主字样短袜的KK超市，敦促KK超市在下辖的881家门店拉横幅，向所有受伤害的穆斯林民众道歉。针对阿克马的言论，馬來西亞華人公會总秘书张盛闻奉劝他适可而止，同时认为不应该对KK超市发动抵制行动，因为有许多穆斯林员工在超市上班，鲁莽抵制只会伤及无辜。
2024年4月5日，马来西亚警方以煽动叛乱及传播攻击性信息罪名，在沙巴州州府亚庇逮捕阿克马。首相安华·依布拉欣表示阿克马不是被警方逮捕，而是传召调查。阿克马被捕的消息也引起了各方的关注，全国各级巫统青年领袖对他所经历的境况表示声援，甚至成立一支观察律师团队为他提供协助。阿克马在被警方拘留三个小时后获释，指出是因为警方向媒体从业员录完口供后，他被要求再次录取口供，导致拘留时间再被延长两个小时。阿克马当天从上午10点40分至下午12点40分接受陈述记录后就被允许回家。4月8日，阿克马指出，其沙巴行程是受到邀请出席参加斋月之旅计划，这是巫统青年计划之一，与KK超市真主袜的争议事件无关。他表示，某些政治势力或州內领袖意图「浑水摸鱼」，将他的行程与KK超市事件挂钩，并企图阻止其进入沙巴。

### 揭露大学便利店商品滥用清真标志
2025年1月13日，马来亚大学园內便利店被举报出售滥用清真标志的「火腿奶酪三明治」，阿克玛对此批评马来亚大学的KK超市便利店出售带有清真标志的“火腿和奶酪”，警告KK超市这已经不是第一次出现这样的问题，呼吁巫统青年、非政府组织向警方举报。
阿克马的揭露遭到马华公会和民主行动党领导层的批评，他们声称巫统最高委员会成员故意将出售“火腿和奶酪”三明治的问题政治化。然而，巫统青年团及数个穆斯林非政府组织支持阿克马的呼吁，它们批评任何针对阿克马的有关声明，并警告民主行动党別挑战伊斯兰教的神圣性和挑起冲突，强调穆斯林有权表达自己的意见。阿克马批评民主行动党社青团主席吴家良，指责后者如果不了解穆斯林和马来人的敏感性，那最好不要当领袖，去卖火腿三文治比较好，并质疑社青团是否也支持这种违法行为。阿克马也严厉批评马华副总会长黄日昇，不满穆斯林在谈论伊斯兰消费者权利，却被该党认为是政治性的，并且提醒伊斯兰发展局的调查已经告知，该三明治公司公然在清真证书上作弊，是对穆斯林影响极大，且非常严重的罪行。
阿克马揭露，自从批评马来亚大学KK商店出售带有滥用清真标志的商品后，某些团体雇佣社交媒体影响者来制作批评他的悬赏广告，他强调不会动摇批评KK商店事件后争议课题的决定，相信采取的行动是为了宗教、种族和祖国，且无惧任何反对者的攻击。巫统青年团发起“购买时确保清真产品”运动，以确保消费者不会被供应商公司展示的清真标志所欺骗，阿克马呼吁所有马来西亚人下载“验证清真”应用程序来响应这项运动。
阿克马严厉批评民主行动党副主席倪可敏指称火腿是制作过程名称的解释，表示该党对“火腿”问题的处理很愚蠢，并建议倪可敏应该去学习牛津词典来了解“ham”的含义。

## 选举成绩
| 年份 | 选区       | 候选人 | 候选人             | 得票数 | 得票率 | 竞选对手             | 竞选对手             | 得票数 | 得票率 | 总票数 | 多数票 | 投票率 |
| ---- | ---------- | ------ | ------------------ | ------ | ------ | -------------------- | -------------------- | ------ | ------ | ------ | ------ | ------ |
| 2021 | N27 万里茂 |        | 阿克马沙烈（巫统） | 5,633  | 58.43% |                      | 阿兹霖（国家诚信党） | 2,385  | 24.74% | 9,640  | 3,248  | 68.79% |
| 2021 | N27 万里茂 |        | 阿克马沙烈（巫统） | 5,633  | 58.43% | 阿都阿林（伊斯兰党） | 1,622                | 16.83% |        | 9,640  | 3,248  | 68.79% |

## 荣誉

### 封衔

#### 马来西亚
- 马六甲:
  -  马六甲荣誉勋章(DMSM) 拿督 (2024)[25]